# Richard Baker (politico 1948)
Richard Hugh Baker (New Orleans, 22 maggio 1948) è un politico statunitense, membro della Camera dei Rappresentanti per lo stato della Louisiana dal 1987 al 2008.

## Biografia

### Carriera politica

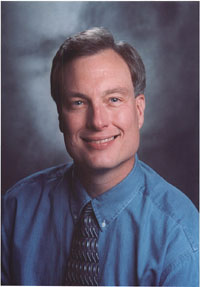
Richard Baker

Figlio di un pastore metodista, Baker si laureò in scienze politiche presso l'Università statale della Louisiana e fondò un'agenzia immobiliare a Baton Rouge.
A ventitré anni fu eletto come membro del Partito Democratico all'interno della Camera dei rappresentanti della Louisiana. Prestò servizio per un totale di otto mandati consecutivi.
Nel 1986, a causa di contrasti con l'allora governatore della Louisiana Edwin Edwards, Baker passò tra le file del Partito Repubblicano. Fu con i repubblicani che si candidò nello stesso anno alla Camera dei Rappresentanti, per il seggio lasciato dal deputato Henson Moore, candidatosi al Senato. Richard Baker ottenne l'appoggio pubblico di Ronald Reagan e riuscì ad essere eletto di misura, venendo confermato anche nelle successive due tornate elettorali.
Nonostante la sua precedente affiliazione politica, durante la sua permanenza al Congresso, Baker votò in linea con le posizioni dei repubblicani.
Nel 1992, la Louisiana perse un distretto congressuale e dovette ridefinire la propria mappa; Baker si trovò a concorrere nella stessa circoscrizione del collega e compagno di partito Clyde C. Holloway. Al termine della competizione, Baker prevalse di circa 2700 voti su Holloway, restando in carica come deputato. Negli anni a seguire venne riconfermato dagli elettori per altri sette mandati. Nel mese di gennaio del 2008, Baker annunciò la sua intenzione di dimettersi dal Congresso per accettare un incarico da lobbista per la Managed Funds Association; lasciò l'incarico nel mese di febbraio, venendo succeduto dal democratico Don Cazayoux. Baker rassegnò le dimissioni dal MFA alla fine del 2019.

### Uragano Katrina
Secondo il Wall Street Journal, Baker suscitò una polemica all'indomani dell'uragano Katrina, quando fu udito dire ai lobbisti: "Abbiamo finalmente ripulito le case popolari a New Orleans. Noi non potevamo farlo, ma Dio lo ha fatto". Baker, da sempre critico nei confronti dell'Housing Authority di New Orleans e delle condizioni di vita negli alloggi popolari di New Orleans, confermò la questione spiegando che il suo commento fosse da intendersi come speranza che l'emergenza fosse un'opportunità per spostare i cittadini indigenti dalle fatiscenti case popolari della città ad abitazioni migliori.
All'indomani degli uragani Katrina e Rita, Baker fu autore di un piano per ricostruire la Louisiana, comunemente noto come "Piano Baker" ("The Baker Plan"); in tale proposta, Baker introdusse una legislazione per creare la Louisiana Recovery Corporation, finanziata dall'emissione di titoli di stato federali e finalizzata all'acquisto di proprietà immobiliari nelle aree più devastate dello stato; il costo complessivo ammontava a trenta miliardi di dollari. Il piano mirava a riqualificare le proprietà in conformità con i piani sviluppati dai governi locali e dai gruppi civici, per poi utilizzare i proventi delle vendite per rimborsare le obbligazioni utilizzate per finanziare inizialmente la LRC. Dietro il parere del consigliere Donald E. Powell, l'allora Presidente George W. Bush annunciò pubblicamente la propria opposizione al disegno di legge, facendolo definitivamente naufragare. Alcuni esponenti repubblicani suggerirono a Bush di rivedere il piano Baker, ma ciò non avvenne.